# Hoshina Masaari
Hoshina Masaari est un nom japonais traditionnel ; le nom de famille (ou le nom d'école), Hoshina, précède donc le prénom (ou le nom d'artiste).
Hoshina Masaari (保科 正益, 22 mars 1833-23 janvier 1888) est un daimyo de la fin de l'époque d'Edo, à la tête du domaine d'Iino dans la province de Kazusa, aux revenus de 20 000 koku. Bien que seigneur d'un domaine mineur, sa famille est une branche des Matsudaira d'Aizu, dont le fondateur, Hoshina Masayuki, est le frère aîné de Hoshina Masasada, fondateur du domaine d'Iino.
Né à Edo du 9e seigneur d'Iino, Hoshina Masamoto, Masaari est le frère cadet de Matsudaira Teru. Comme il est initialement chétif, son père ne notifie pas sa naissance au shogunat. Cependant, comme les premier et deuxième fils de Masamoto meurent en succession rapide, il avise le shogunat de la naissance de Masaari en 1836, ce pourquoi la date de naissance de Masaari est donnée dans certaines sources comme étant 1836. Il est fait héritier en 1847 et devient chef de famille après la mort de son père en 1848. Il reçoit le titre héréditaire de sa famille de Danjō no chū en 1850. En 1853, Masaari conduit les troupes d'Iino et prend part à la défense d'Uraga lors de l'arrivée du commodore Matthew C. Perry et de l'escadron des Indes orientales de l'United States Navy.
En tant que daimyo d'Iino, il occupe divers postes mineurs dans l'administration Tokugawa, notamment wakadoshiyori au cours de la 2e année de l'ère Keiō. Il est aussi le commandant en chef de la force militaire composée de plusieurs domaines lors de la première expédition de Chōshū, sur le front d'Iwami.
Après la guerre de Boshin, il reçoit du nouveau gouvernement l'ordre d'enquêter sur les « responsables » de la guerre et c'est dans le cadre de cette action que Kayano Gonbei, l'ancien karō d'Aizu, est exécuté dans une résidence de Masaari à Azabu en 1869.
Comme beaucoup d'autres anciens daimyos, Masaari devient membre du nouveau système nobiliaire du Japon de l'ère Meiji en tant que vicomte (shishaku). Il a plusieurs enfants dont un fils aîné, Hoshina Masaaki, qui est son successeur et une fille, Shizuko, qui épouse Iwasaki Hisaya, frère cadet d'Iwasaki Yatarō, fondateur de Mitsubishi.

## Source de la traduction
- (en) Cet article est partiellement ou en totalité issu de l’article de Wikipédia en anglais intitulé « Hoshina Masaari » (voir la liste des auteurs).